# 간세포

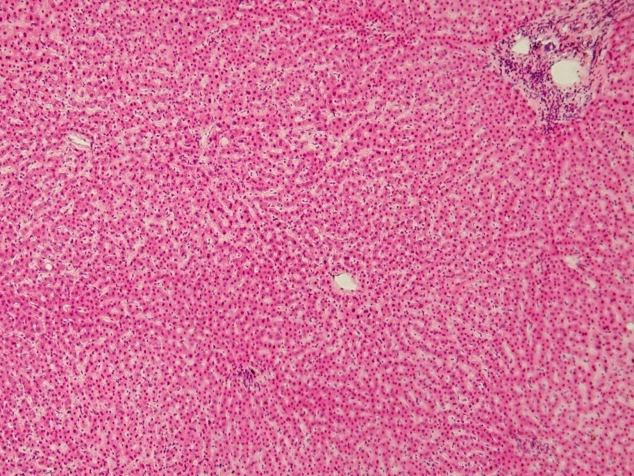
인간의 간의 단면.

간세포(hepatocyte, 肝細胞)는 간에서 기능을 하는 실질(parenchyma)세포를 말한다.

## 구조
일반적인 간세포는 입방체이며 단면은 20~30 µm(이와 비교하여 인간의 털의 지름은 17~180 µm)이다. 간세포의 일반적인 부피는 3.4 x 10−9 cm3이다.

## 작용
- 단백질 생합성
- 단백질 저장
- 탄수화물 변환
- 콜레스테롤, 담즙산, 인지질의 합성

## 같이 보기
- 간세포암